# فيارد

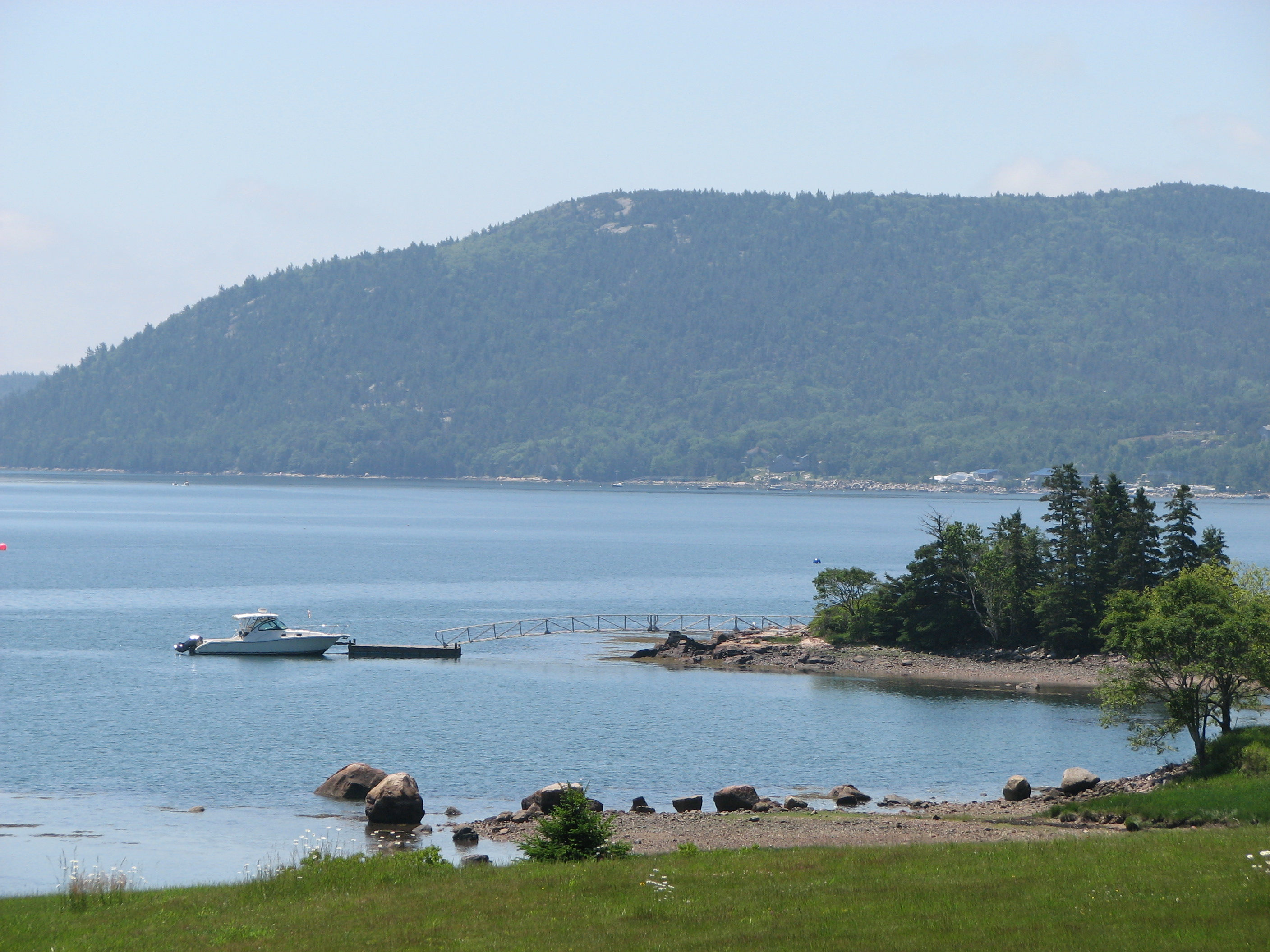
Somes Sound Mount Desert Island

فيارد (بالأنجليزية :Fjard أو fiard ،fjåard) وهو مدخل صخري من البحر، وعادة توجد في الأودية المنخفضة نسبيا التي تشكلت نتيجة غرق الأودية الجليدية.يتميز شكل الفيارد بأنه أقصر، أقل عمقا، وأوسع من الخلل أو الوادي الخلالي، وربما توجد حواجز عند مدخله. تتصل الفيارد ببعضها عن طريق متاهة من القنوات.
تتواجد بعض الفيارد في أوروبا 
- Bråviken : في بحر البلطيق علي ساحل السويد.
- Somes Sound : في حديقة أكاديا الوطنية في ولاية مين، الولايات المتحدة الأمريكية.